# Mirko Košir
Mirko (Miroslav Jožef) Košir, slovenski kemik, profesor, politik, publicist, prevajalec, * 15. marec 1905, Ljubljana, † 11. marec 1951, Goli otok, Hrvaška.

## Otroštvo in šolanje
Mirko Košir se je rodil 15. marca 1905 v Ljubljani očetu Blažu, nadsprevodniku državnih železnic in Uršuli (roj. Žitko), kuharici in gospodinji. Živeli so v Aljaževi ulici. Bil je najmlajši od šestih otrok: bratov Franca, Maksa in Ivana Frančiška ter sester Regine in Marije. Franc in Maks sta bila odlična dijaka ljubljanske Realke, Maks tudi Preporodovec, novinar. Franc je leta 1914 padel v Karpatih, Maks je umrl za špansko gripo leta 1918. Istega leta so pri tihotapljenju čez novo italijansko mejo domačini ustrelili in oropali tudi sestro Regino. Mirko je končal ljudsko šolo v Šiški, I. državno gimnazijo (klasično) v Ljubljani in s čisto odliko maturiral 25. aprila 1924. Študiral je kemijo na Filozofski fakuteti v Ljubljani in 22. oktobra 1929 diplomiral iz kemije, fizike in fizikalne kemije. Vojaški rok je služil v šoli za rezervne oficirje v Kragujevcu ter nato v Sarajevu.

## Predvojni komunist
Od oktobra 1930 do decembra 1932 je Mirko Košir poučeval na gimnaziji v Kikindi, po sporu z ravnateljem pa na gimnaziji v Kranju do aprila 1934, ko je bil zaradi suma komunističnega delovanja odstranjen tudi od tam. Decembra leta 1933 je bil namreč vključen v proces »Izak Feuerberg in tovariši«, v enega od prvih množičnih procesov proti mladim komunistom in bil tedaj oproščen. Takoj po procesu 26. junija 1934 se je zaposlil kot kemik v škrobarni Medić&Zankl v Domžalah. Večina vodilnih članov slovenske (in jugoslovanske) partije je v tem času odšla v tujino, po vdorih v organizacijo so bili številni tudi zaprti. Doma sta ostala le Mirko in dr. Joža Vilfan. Tako sta vodila ostanke partije in jo na novo postavljala. Mirko je nastopil s protifašističnim govorom na Ljotićevem zborovanju v Unionski dvorani v Ljubljani, vodil količevsko stavko, zlet Svobod v Celju, pisal članke v Sodobnost, Ljubljanski zvon, Književnost, kranjsko Soboto, Kmečko slogo. Mariji Žumer je pomagal napisati brošuro 70 dni v Glavnjači. Februarja 1936 je bil spet aretiran in nato marca zaradi pomanjkanja dokazov izpuščen. Leta 1936 je organiziral stavko tekstilcev v Kranju in pomagal ustanoviti Tekstilno zadrugo delavcem, ki so jih po stavki vrgli na cesto. Tedaj je delal kot organizacijski sekretar pokrajinskega komiteja, zaposlen pa je bil v Rudarski Združbi Trojane. Pripravil je kongres na Čebinah in postal član CK KPS. Napisal je brošuro Mučeniška Španija in sestavil proglas Kaj hočemo. Februarja 1940 je bil konfiniran v taborišču v Bilećah. Poročil se je z Marijo Mole in rodil se mu je sin Fedja (kasnejši arhitekt, univerzitetni profesor in teoretik urbanizma) Zaradi nasprotovanja rusko-finski vojni mu je prišel Boris Kidrič domov povedat, da ni več član CK. Februarja 1941 je bil vpoklican na orožne vaje v Mostar.

## Druga svetovna vojna
Po izbruhu vojne so ga Nemci pri Sarajevu ujeli in zaprli v taborišča Lamsdorf (Łambinovice) in OflagXIIIB v Nürnbergu. Nemci so ga predali Italijanom. Do septembra 1943 je bil zaprt na Reki, v Rimu, Sulmoni, Cortemaggioru, Acquapendentu. Medtem je umrla mama Urška. Po kapitulaciji Italije se je vrnil domov in šel v partizane. Januarja 1944 je bila 10. brigada (Ljubljanska) razbita na Ilovi gori. Skril se je na mamin dom v Podlipo pri Vrhniki, kjer so ga ujeli domobranci. Na srečo ga je prepoznal domobranski podporočnik, ki ga je na svojo pest odpeljal v Ljubljano in ga ni izdal. Z zvezami je poskrbel, da ga je šef nemške policije Paul Duscha poslal v Dachau. Iz Dachaua so ga poslali na delo na klinker v Sachsenhausen. Po bombardiranju taborišča so jih Nemci odgnali na marš smrti do Schwerina. Nemčija je kapitulirala. Iz ameriške cone, kjer so jih stražili nemški stražarji, je s tovariši prebegnil na rusko stran in se preko Prage, Bratislave, Budimpešte in Beograda vrnil domov. Pred tem je umrl tudi oče Blaž. 

## Po 2. svetovni vojni
Lidija Šentjurc ga je 19. julija 1945 obvestila, da je bil zaradi vedenja med vojno izključen iz partije. Delal je kot tehnični delegat v tovarnah Medić&Zankl v Domžalah in Medvodah. Bil je član začasne uprave Federalnega zavoda za socialno zavarovanje v Ljubljani in leta 1946 tudi vodja prevajalskega inštituta Cankarjeve založbe v Ljubljani. Ukvarjal se je s prevajalstvom, pisal je članke in nastopal na radiu. Leta 1946 je bil vodja prevajalskega inštituta IOOF, predaval je politično ekonomijo in osnove družbenih ved na gospodarski (ekonomski) fakulteti, tehniški fakulteti, akademiji upodabljajočih umetnost in pravni fakulteti. Rodil se mu je sin Igor Maksim (1946, kasnejši režiser, profesor AGRFT za TV-režijo). 

## Obsodba na dachauskem procesu in smrt na Golem otoku
Aprila 1948 so ga aretirali, tik pred tem pa ubili njegovega prijatelja Braneta Kristanca. Na prvem velikem dachauskem procesu je bil obsojen na dvajset let zapora in odvzem državljanskih pravic, dodatno pa še na zaplembo vsega premoženja, predvsem velike knjižnice. Zaprt je bil v Škofji Loki in na Miklošičevi v Ljubljani, kjer ga je družina lahko dvakrat obiskala. Poročila drugih obsojencev v celici o razgovorih s Koširjem so bila zanj obremenjujoča. Marca 1951 so ga odpeljali iz Ljubljane. 8. marca 1951 so ga ob prihodu na Goli otok v špalirju pobili. Dne 11. marca ob 03.15 je v taboriščni ambulanti umrl. Leta 1954 naj bi ga pokopali v Zagrebu na Miroševcu, kjer pa njegovega groba ni več.

## Prevedena dela
- Multatuli. Max Havelaar
- Mitchell M. V vrtincu
- Andersen H.C. Pravljice
- Marx K. Nemška kmečka vojna.
- Kolpak. Od Putivlja do Karpatov
- Engels F. Anti-Düring
- Marx K. Mezda, cena in profit
- Engels F. Razvoj socializma od utopije do znanosti
- Marx K. Osemnajski brumaire Ludvika Bonaparta